# Gabar (Kriva Palanka)
Gabar es un pueblo ubicado en el municipio de Kriva Palanka, en Macedonia del Norte.

## Superficie
Posee una superficie de 16,49 kilómetros cuadrados.

## Demografía
Hasta 2021 la población era de 12 habitantes, con una densidad de población de 0,7276 habitantes por kilómetro cuadrado.